# مركز رونالد ريغان الطبي
مركز رونالد ريغان الطبي هو مستشفى تأسس في عام 1955 وافتتح في 29 يونيو 2008 في الحرم الجامعي لجامعة كاليفورنيا في لوس أنجلوس، كاليفورنيا. حيث يعتبر واحدا من أكبر ثلاث مستشفيات في الولايات المتحدة.

## أحداث مهمة
- في 25 يونيو 2009، توفي المغني العالمي مايكل جاكسون في «مركز رونالد ريغان الطبي» الذي نقل اليه بعد اصابته بسكتة قلبية. حيث أعلنت وفاته رسميا في نفس اليوم على الساعة 14:26 (بالتوقيت المحلي).
- 23 ديسمبر 2016، تم نقل الممثلة والروائية وكاتبة السيناريو الأمريكية كاري فيشر إلى «مركز رونالد لريغان الطبي» بعد سكتة قلبية قبل 15 دقيقة من هبوط رحلة طائرة لندن لوس أنجلوس. لكن الممثلة توفيت في 27 ديسمبر 2016 على الساعة 08:55 (بالتوقيت المحلي) عن سن 60 عاما.